# Ultramicroélectrode
Une ultramicroélectrode (UME) est une électrode de travail utilisée dans une expérience de voltammétrie. Par rapport aux électrodes de plus grande taille, les courants mesurés sur des ultramicroélectrodes sont plus faibles et les couches de diffusion de relativement plus grande taille. Ces caractéristiques permettent d'atteindre un état stationnaire même à très haute vitesse de balayage avec peu de distorsion du signal. Les ultramicroélectrodes ont été développées indépendamment par Wightman et Fleischmann dans les années 1980. Les faibles courants sont un avantage pour la détection électrochimique dans des milieux faiblement conducteurs (solvants organiques), dans lesquels la chute de tension résultant de la résistance de la solution rend les expériences difficiles avec des électrodes classiques. En outre, les chutes de tension étant faibles, il est possible d'utiliser une configuration à deux électrodes, plutôt que la configuration classique à trois électrodes.

## Aspects pratiques
On définit souvent les ultramicroélectrodes comme des électrodes dont au moins une dimension (appelée dimension critique) est plus petite que la taille de la couche de diffusion. En pratique, la dimension critique est de l'ordre de 25 µm. Des électrodes de platine de rayon 5 µm sont disponibles dans le commerce, et des électrodes de dimension critique 0,1 µm ont été réalisées. Des électrodes avec des dimensions critiques encore plus petites ont été fabriquées mais il ne s'agissait que de preuves de concept. L'ultramicroélectrode la plus courante a une forme de disque, créé par l'incorporation d'un mince fil métallique dans une gaine isolante en verre, résine ou plastique. La gaine est taillée et polie pour exposer une section transversale du fil. D'autres formes, telles que des fils et des rectangles, ont également été obtenues. Les ultramicroélectrodes en fibres de carbone sont fabriquées avec une fibre de carbone conductrice scellée dans le capillaire de verre avec les extrémités dénudées. Ces électrodes sont fréquemment utilisées pour des expériences de voltammétrie in vivo.

## Aspects théoriques

### Région linéaire
La géométrie de chaque électrode détermine une gamme de vitesse de balayage utile, appelée région linéaire. La réponse électrochimique d'un couple redox réversible dans la région linéaire est un pic classique de courant limité par la diffusion (voir : voltammétrie cyclique), qui peut être modélisé par l'équation de Cottrell. La limite supérieure de la région linéaire est imposée par les courants capacitifs (ou « courants de charge ») qui deviennent élevés, et les chutes ohmiques qui en résultent. Le courant de charge varie linéairement avec la vitesse de balayage alors que le courant de pic, qui contient l'information utile, varie comme la racine carrée de la vitesse de balayage. Au fur et à mesure que la vitesse de balayage augmente, le pic devient donc de moins en moins visible. Le courant de charge peut être atténué en partie en utilisant un système de compensation RC et/ou un traitement mathématique du signal a posteriori. Toutefois, les déformations résultant de l'augmentation du courant et de la chute ohmique ne peuvent pas être totalement supprimées et imposent une limite supérieure aux vitesses de balayage qu'il est utile d'explorer. Par exemple, avec une électrode classique de rayon 1,0 mm, il n'est pas possible d'utiliser une vitesse de balayage supérieure à 500 mV/s, alors qu'avec une ultramicroélectrode, les courants étant faibles, on peut utiliser des vitesses de balayage de 1 MV/s (Mega Volt/s ???)[pas clair], ce qui permet par exemple d'étudier des réactions chimiques rapides.

### Région stationnaire
La réponse enregistrée à des vitesses plus basses[Lesquelles ?] que celle de la région linéaire est plus difficile à modéliser, et a été peu étudiée.
À encore plus basse vitesse[Lesquelles ?] de balayage, on atteint une région où la réponse est stationnaire et les réactions des couples rédox se manifestent par marches aisément modélisables, plutôt que des pics. Cette réponse stationnaire est observée à basse vitesse de balayage, où les courants sont faibles et peuvent devenir difficiles à détecter, ce qui peut limiter la précision des mesures. Elle ne peut pas être atteinte avec des électrodes de trop grande surface[Lesquelles ?] parce qu'elle ne pourrait être obtenue qu'à une vitesse si basse[Combien ?] que le courant serait trop faible[Combien ?]. 

### ParamètreRg
Le paramètre Rg est le rapport {\displaystyle R/r} entre le rayon {\displaystyle R} de la partie isolante de l'électrode et le rayon {\displaystyle r} de la partie conductrice. Ce paramètre quantifie la qualité de l'ultramicroélectrode, des valeurs faibles de Rg correspondant à des électrodes plus sensibles. La valeur de Rg peut être mesurée approximativement à partir d'une image au microscope (pourvu que l'électrode soit fabriquée avec un film conducteur homogène de diamètre connu) ou calculée à partir de la densité de courant stationnaire obtenue dans une expérience de voltammétrie grâce à l'équation suivante :
{\displaystyle j_{\text{steady state}}=nFkrDC}
où:
{\displaystyle n} est le nombre d'électrons dans la réaction ;
{\displaystyle F} est la constante de Faraday ;
{\displaystyle k} est une constante qui dépend de la géométrie de l'électrode :
{\displaystyle k=4} pour un disque,
{\displaystyle k=2\pi } pour une électrode hémisphérique ;
{\displaystyle r} est le rayon de la surface électroactive ;
{\displaystyle D} est le coefficient de diffusion de l'espèce électroactive :
{\displaystyle D_{\text{ferrocène/méthanol}}={\rm {7,8\times 10^{-10}\;m^{2}s^{-1}}}},
{\displaystyle D_{\text{ruthénium/hexamine}}={\rm {8,7\times 10^{-10}\;m^{2}s^{-1}}}} ;
{\displaystyle C} la concentration de l'espèce électroactive.

## Littérature
- Laurent Thouin, « Des outils pour de nouvelles perspectives en électrochimie analytique », L'Actualité chimique,‎ octobre-novembre 2015, p. 40–41 (lire en ligne).
- Jean-Michel Kauffmann, « Électrochimie analytique : potentiels et limitations », L'Actualité chimique,‎ octobre-novembre 2015, p. 35–39 (lire en ligne).